# Liste der Naturdenkmale in Gönnheim
Die Liste der Naturdenkmale in Gönnheim nennt die im Gemeindegebiet von Gönnheim ausgewiesenen Naturdenkmale (Stand 4. März 2024).

## Naturdenkmale
| Nr.         | Bezeichnung              | Lage                                   | Beschreibung                                                                                                  | Bild                                    |
| ----------- | ------------------------ | -------------------------------------- | --- | --------------------------------------- |
| ND-7332-221 | Knackweide und Kühweiher | östlich des Ortes am Schwabenbach Lage | Kühweiher mit umgebenden Gehölz und vor 1870 gekeimte Knackweide (Salix fragilis); flächenhaftes Naturdenkmal | Direkt Bild zu diesem Denkmal hochladen |